# Мёбиус (фильм Эрика Рошана)
«Мёбиус» (фр. Möbius) — шпионский драматический триллер режиссёра и сценариста Эрика Рошана, в главных ролях Жан Дюжарден, Сесиль де Франс и Тим Рот. Премьера во Франции состоялась 27 февраля 2013 года, в России — 21 марта 2013.
Слоган фильма: «Можно играть в политику, играть с деньгами, с доверием, но только не с любовью».

## Сюжет
Русского разведчика Григория Любова (Жан Дюжарден) отправляют в Монако следить за действиями влиятельного российского олигарха Ивана Ростовского (Тим Рот). В рамках этой миссии команда вербует талантливую финансистку Элис (Сесиль де Франс). Заподозрив её в предательстве, Григорий нарушает золотое правило и связывается с Элис — своим секретным агентом. Между ними возникает страсть, которая может погубить их.
В фильме присутствует русский мат.

## В ролях
| Актёр                | Роль                                                                                             |
| -------------------- | ------------------------------------------------------------------------------------------------ |
| Жан Дюжарден         | Григорий Алексеевич Любов, агент «Моисей», полковник ФСБ                                         |
| Сесиль де Франс      | Элис финансист, агент ЦРУ                                                                        |
| Тим Рот              | Иван Борисович Ростовский, российский олигарх (аллюзия на Березовского)                          |
| Эмили Декьенн        | Сандра                                                                                           |
| Алексей Горбунов     | Александр Хоржов, начальник службы безопасности Ивана Ростовского, агент ФСБ по кличке «Диамант» |
| Владимир Меньшов     | Владимир Черкашин, начальник 3-го управления, затем директор ФСБ                                 |
| Максим Виторган      | Собчак, агент ФСБ                                                                                |
| Дмитрий Назаров      | Инзирилло, агент ФСБ                                                                             |
| Бранка Катич         | Ава                                                                                              |
| Прасанна Пуванараджа | Саид агент ЦРУ, партнёр Элис                                                                     |
| Эрик Вьеллар         | Де Макс                                                                                          |
| Джон Линч            | Джошуа                                                                                           |
| Уэнделл Пирс         | Боб                                                                                              |
| Джон Скёрти          | Хони                                                                                             |
| Брэд Леланд          | агент ЦРУ Мебиус                                                                                 |
| Вики Крипс           | Ольга                                                                                            |
| Сергей Владимиров    | русский офицер                                                                                   |
| Юрий Головин         | агент ЦРУ в Москве                                                                               |

## Съёмки
Съёмки фильма проходили в Монако, России, Украине, Бельгии и Люксембурге.

## Продакт-плейсмент
В фильме используется продакт-плейсмент таких всемирно известных брендов как: Windows, водка Stolichnaya, сигареты Marlboro, Nokia, Skype.

## Музыка
Начинается фильм с народной песни «Ой ты, степь широкая», в продолжение фильма периодически звучит песня «Варшавянка» в исполнении популярнейшего во Франции хора Красной Армии им. Александрова и разнообразные её аранжировки.